# Neuronális nitrogén-monoxid-szintáz
A neuronális nitrogén-monoxid-szintáz 1, más néven NOS1 a NOS1 gén által kódolt enzim.

## Szerkezet
A humán nNOS 3 doménből áll: az első (1–221. aminosav) a PDZ, melyhez a SERT-, a CAPON- és a PSD-95-kötő helyek tartoznak, ezt követi az arginin/hem/BH4-kötő domén a 221. és a 724. aminosav között, utána 33 aminosavas kalmodulinkötő rész található, és a végén az 1433. aminosavig tartó, FMN-, FAD- és NADPH-kötő szakasz található. A 3 C-terminális aminosav egy αB-hélixből és βB-redőből álló kötőhelybe köt. A PDZ-doménekkel rendelkező fehérjék, például a PSD-95 önmagukkal képesek PDZ/PDZ kötést létesíteni.

## Funkció
A nitrogén-monoxid-szintázok (NOS, EC 1.14.13.39) a nitrogén-monoxid l-argininből való előállítását katalizálják. A NO kémiai hírvivő számos különböző funkcióval enzimatikus forrásától és szöveti lokalizációjától függően. Az agyban és a perifériás idegrendszerben, ahol a NOS1 nagy mennyiségben jelen van, a NO neurotranszmitter, és összefügghet a hosszútávú potenciációval. Az agyi érkatasztrófa és neurodegeneratív betegségek során fellépő neurotoxicitásban, a simaizmok idegi szabályzásáért, beleértve a perisztaltikus mozgást és a záróizom-relaxációt, valamint az erekcióban is érintett. A NOS3 által előállított NO felel az endotél eredetű relaxálófaktor működéséért is, mely befolyásolja a vérnyomást. A makrofágokban a rokon NOS2 által kibocsátott NO tumoricid és baktericid hatású. Számos NOS-inhibitor gyógyszer blokkolja e hatásokat, de működésük pontosabban megkülönböztethető e specifikus gének inaktiválásával. A nNOS, az endotél eredetű NOS (NOS3) és az iNOS (NOS2A, makrofág-NOS) eltérő izoformák. A neuronális és makrofágenzimek egynél több elektrondonort igénylő enzimek – e donorok a flavin-adenin-dinukleotid (FAD), a flavin-mononukleotid (FMN), a NADPH és a tetrahidrobiopterin.
Az alacsony NO-szint erősen összefügg a csillódiszfunkciót mutató PCD-vel, mely krónikus szinuszitiszt, bronchiektázist, terméketlenséget, szervfordulást és hidrokefaluszt okoz.

## Klinikai jelentőség
Összefügghet az asztmával, a skizofréniával, a nyugtalanláb-szindrómával és a pszichostimuláns-neurotoxicitással. Ezenkívül vizsgálták a bipoláris zavar és a légszennyezésnek való kitettség terén.
Az ischaemiás agyi érkatasztrófa felel az esetek több mint 70%-áért, és állatkísérletek szerint létezik egy „ischaemiás penumbra”, mely az ischaemia miatt később elhal. Az időfüggő infarktusnövekedésért feltehetően az infarktusba kerülő penumbra nagyobb mértéke bekerülése felel.

## Interactions
NOS1 has been shown to interact with DLG4 and NOS1AP.

## Fordítás
Ez a szócikk részben vagy egészben  a   NOS1 című angol Wikipédia-szócikk ezen változatának fordításán alapul.  Az eredeti cikk szerkesztőit annak laptörténete sorolja fel. Ez a jelzés csupán a megfogalmazás eredetét és a szerzői jogokat jelzi, nem szolgál a cikkben szereplő információk forrásmegjelöléseként.